# Anaeroplasmatales
Anaeroplasmatales  è un ordine di batteri appartenente alla classe Mollicutes. Di questo ordine fa parte soltanto la famiglia delle Anaeroplasmataceae.